# كجة (فردوس)
كجة (بالفارسية: کجه) هي مستوطنة تقع في Howmeh Rural District في إيران. يقدر عدد سكانها بـ 343 نسمة .